# Anna Wintour
Anna Wintour   (Hampstead, 3 de novembre de 1949) és una escriptora, periodista i directiva anglesa que va exercir des de l'any 1988 fins al 2025 d'editora en cap de l'edició nord-americana de la revista Vogue. La seva influència dins del món de la moda ha fet que amb el pas dels anys es converteixi en una autèntica icona, tal com va fer-ho Diana Vreeland, una de les seves precursores, i és una gran influència sobre aquesta indústria.

## Biografia
De pare anglès i de mare nord-americana, l'interès pel món de la moda li començà quan era una adolescent, mentre aconsellava el seu pare, Charles Vere Wintour, editor del diari The Evening Standard, amb diferents idees per a millorar les publicacions i atraure, d'aquesta manera, els joves britànics de mitjans dels anys 60. En acabar els seus estudis escolars va optar per no cursar els estudis universitaris i iniciar la carrera de periodisme entre ambdós llocs de l'Atlàntic. Aquesta carrera es va traslladar a Nova York, on va treballar a la revista House & Garden abans de posar-se al davant de la revista Vogue britànica i, finalment, de la seva edició principal a Nova York, Vogue. Anna Wintour va ser capaç de tirar endavant una revista que en aquells dies no estava en un dels seus millors moments, i va ser àmpliament reconeguda dins de la indústria editorial pel seu èxit.
Respecte al seu tallat de cabells mil·limètric juntament amb l'ús d'ulleres fosques en llocs tancats, s'han convertit en una imatge comuna i que sempre és present a les desfilades de moda dels millors dissenyadors del món. Anna Wintour ha esdevingut una institució juntament amb la revista que ella mateixa edita. És aclamada mundialment pel bon ull que té per a les tendències de moda i pel suport que brinda als joves dissenyadors, juntament amb la seva personalitat freda, característiques que han esdevingut en la creació del pseudònim «Nuclear Wintour».
Una de les seves ex assistents, Lauren Weisberger, va escriure la reeixida novel·la The Devil Wears Prada, que poc després es va transformar en un reeixit film amb Meryl Streep com a protagonista, que fa el personatge de Miranda Priestly, personatge sembla basat en Anna Wintour.
Charles Vere Wintour, pare de l'editora, va ser editor del diari britànic The Evening Standard. La seva mare va ser la primera esposa de Charles Wintour, Eleanor Trego Baker, filla d'un professor de dret a Harvard. Es varen casar l'any 1940. El matrimoni va durar fins que es van divorciar l'any 1979. Anys després, el pare de l'editora de moda va refer la seva vida amb Audrey Slaughter, també editora de revistes. Pel que fa als germans, en té quatre.
Durant l'etapa dels seus estudis en el North London Collegiate School va rebel·lar-se utilitzant faldilles en lloc de fer ús de l'uniforme. Va ser amb 14 anys quan va començar a tallar-se els cabells de la mateixa manera que avui dia la caracteritza, a l'estil «bob». Amb el pas dels anys i durant la seva estada a Londres Anna Wintour es va convertir en una gran seguidora de la moda. Eren poques les vegades que es perdia el programa britànic Ready Steady Go! dirigit per Cathy McGowans. D'altra banda, el seu pare li demanava constantment consell quan tenia alguna idea per a augmentar el mercat de lectors joves del seu diari. Va ser a finals de la seva adolescència quan va començar a sortir amb el columnista Nigel Dempster.

## Carrera professional
Va ser als 16 anys quan Anna Wintour va deixar els estudis de l'escola North London Collegiate. Va decidir no cursar tampoc els estudis universitaris. Poc després va començar un curs a les famoses galeries londinenques Harrods. Seguidament, i per ordre dels seus pares, l'editora va començar a rebre classes de moda a una escola propera, però va ser quelcom efímer, ja que va deixar-les poc temps després. Vivienne Lasky, amiga de joventut d'Anna Wintour, cita una frase de l'editora: «o saps de moda, o no en saps». Va ser a les galeries quan va començar a sortir amb homes amb bons contactes, com per exemple Peter Gitterman, fillastre del director de l'Orquestra Filharmònica de Londres Georg Solti.
L'any 1970 va endinsar-se en el món del periodisme de moda, quan la revista Harper's Bazaar es va fusionar amb la revista Queen i va convertir-se, durant un temps, en Harper's & Queen. Després d'un breu treball en una petita revista, Savvy, Anna va treballar com a editora de moda a Harper's Bazaar, l'any 1975 a Nova York, on va durar menys d'un any, abans que la despatxessin. Posteriorment va convertir-se en editora de moda de la revista d'en Bob Guccione, Viva. Després de tres anys en aquesta revista va marxar a la revista New York, on va estar treballant com a editora de moda.
Finalment, quan l'any 1988 va obtenir el treball d'editora general a la revista Vogue nord-americana, va establir-se el mateix objectiu que amb l'edició britànica: arribar a un altre tipus de públic, ja que amb l'anterior editora, Grace Mirabella, la revista s'havia enfocat més a l'estil de vida que a la moda.
El llançament de la revista Elle nord-americana va fer tremolar la indústria del sector i, més concretament, l'edició Vogue nord-americana, temorosa de perdre el nom davant d'aquesta nova revista, germana de l'edició francesa nascuda l'any 1985. Wintour però, no va tardar a deixar la seva pròpia marca d'identitat, amb un canvi en les fotografies de la portada. Grace Mirabella, en la seva època com a editora, optava pels rostres de les models reconegudes com a portada dels diferents números que sortien periòdicament, però Anna Wintour va anar més enllà i va mostrar en portada el rostre juntament amb el cos de models, amb fotografies preses a l'exterior, amb llum natural, en comptes de fer-les a estudis, com anteriorment havia fet Diana Vreeland, també editora de Vogue.
La barreja entre una model poc reconeguda, uns jeans de 50 dòlars i una camisola de platja de Christian Lacroix de 10,000 dòlars va ser el que va sortir com a portada en una de les seves primeres edicions com a editora general. La seva tècnica consistia a barrejar roba barata amb peces de més luxe per a aconseguir, d'aquesta manera, el seu toc únic. Gràcies a Anna Wintour la revista va renovar el seu enfocament en el món de la moda i va renéixer per a tornar a ser el que anys enrere va ser sota la direcció de Diana Vreeland.
Amb el número de setembre del 2007 es va arribar al rècord de pàgines impreses, 832, el nombre més gran de la història. Posteriorment van néixer títols alternatius a la revista: Teen Vogue, Vogue Living, Men's Vogue.
El seu èxit per expandir la marca Vogue va fer que la revista AdAge li atorgués el títol d'editora de l'any.
Amb el pas dels anys Anna Wintour s'ha convertit en una de les persones més poderoses del món de la moda, creant tendències i consagrant nous dissenyadors. És anomenada «l'alcaldessa no oficial de Nova York» pel diari The Guardian. Cal dir també que ha estat l'encarregada que joves dissenyadors com John Galliano i Marc Jacobs, entre d'altres, tinguessin una oportunitat en el món de la moda.
S'estima que cobra 2 milions de dòlars a l'any (estimació del 2005), juntament amb generosos beneficis, com ara un pressupost de 50.000 dòlars per a roba, xofer i una suite a l'Hotel Ritz de París per a quan assisteix a la setmana de la moda d'aquesta ciutat.

## Documental:The September Issue
El documental The September Issue du com a crida publicitària en el cartell: «La moda és una religió. Aquesta és la seua bíblia.» El documental mostra el treball d'edició del número del mes de setembre del 2007, que va ser el més gran de la història editat per l'edició de Vogue dels Estats Units (pesava 2 kg i tenia 840 pàgines, 727 de les quals eren d'anuncis). En ell pot apreciar-se el perfil de l'editora en el seu àmbit professional, juntament amb la mirada entre bastidors del treball de redacció de la revista. El director d'aquest documental va estar vuit mesos darrere de Wintour, els vuit mesos previs al llançament del número, considerat el més important de l'any dins d'aquest món.

## Vida personal

### Matrimoni i fills
David Shaffer va ser el primer marit de l'editora. Es van casar l'any 1984 i van tenir dos fills, Charlie i Katherine. El matrimoni va durar fins a l'any 1999, ja que, segons els rumors, Wintour va tenir una aventura amb el milionari Shelby Bryan, amb el qual actualment té una relació.

### The Devil wears Prada
Lauren Weisberger, ex assistent de l'editora, va escriure el llibre titulat The devil wears Prada, llibre que el 2006, tot i que amb alguns canvis, va veure la llum a la pantalla gran, amb un enorme èxit comercial. El film se centra en el dia a dia de la revista Runway i Miranda Priestly, interpretada per Meryl Streep, ocupa el paper protagonista juntament amb l'Andrea, interpretada per Anne Hathaway, una jove que acabar de sortir de la universitat amb un gran objectiu, però poques ambicions pel que fa al món de la moda.
A Meryl Steep li van atorgar un Globus d'Or com a millor actriu de comèdia i va obtenir la seva catorzena nominació als Oscars.

### Campanya PETA
PETA ha utilitzat la imatge d'Anna Wintour diverses vegades en les seves campanyes de protecció dels drets dels animals a causa del seu ús d'abrics de pell i l'habitual aparició de peces de pell a les pàgines de Vogue, que l'associació veu com a resultat de pràctiques de cruels i maltracte animal. Una proclama utilitzada el 2008 deia: "Fur is worn by beautilful animals & ugly people", la pell la duen els animals preciosos i les persones lletges.